# ジンテーゼ (企業)
株式会社ジンテーゼ（Synthese Co.,Ltd.）は、東京都に本拠を置く会社。
事業内容はゲーム、漫画、アニメ、Webコンテンツ、CM、広告、テレビドラマ、映画、小説、ノベルなどの企画、設定、原作、脚本の執筆業。
2009年設立。代表はシナリオライターの北島行徳。取締役は髙嶺博史、武藤隆義、濱野達郎、青山浩子からなる。所在地は東京都世田谷区。

## 作品リスト

### ゲームシナリオ
- 428 〜封鎖された渋谷で〜（セガ、チュンソフト、スパイク・チュンソフト 2008年12月4日）Wii、プレイステーション3、PSP、iOS
- ケイオスリングス（スクウェア・エニックス 2010年4月20日）iOS
- 大神伝 〜小さき太陽〜（カプコン 2010年9月30日）ニンテンドーDS
- 閃乱カグラ -少女達の真影-（マーベラスエンターテイメント 2011年9月22日）ニンテンドー3DS
- 謎惑館 〜音の間に間に〜（カプコン 2011年8月4日）ニンテンドー3DS
- トレジャーリポート 機械じかけの遺産（バンダイナムコゲームス 2011年5月26日）ニンテンドーDS
- 閃乱カグラBurst -紅蓮の少女達-（マーベラスAQL 2012年8月30日）ニンテンドー3DS
- タイムトラベラーズ（レベルファイブ 2012年7月12日）ニンテンドー3DS、PS Vita、PSP
- レイトン教授VS逆転裁判（レベルファイブ&カプコン 2012年11月29日）ニンテンドー3DS
- 閃乱カグラ SHINOVI VERSUS -少女達の証明-（マーベラスAQL 2013年2月28日）PS Vita
- 逆転裁判5（カプコン 2013年7月25日）ニンテンドー3DS

- ケイオスリングス シグマ（スクウェア・エニックス 2014年配信予定）iOS, Android
- 必殺仕事人〜お仕置きコレクション〜（フィールズ株式会社 2013年8月22日）mobage, Android, iOS
- GUNS N' SOULS（スクウェア・エニックス 2014年1月30日）iOS, Android
- 閃乱カグラ2 -真紅-（マーベラス 2014年8月7日）ニンテンドー3DS
- メダロット8（ロケットカンパニー 2014年8月28日）ニンテンドー3DS
- 閃乱カグラ ESTIVAL VERSUS -少女達の選択-（マーベラス 2015年3月26日）PlayStation 4, PS Vita
- 逆転裁判 in ジョイポリス（セガ・ライブクリエイション、カプコン 2015年4月24日）東京ジョイポリス
- ファイアーエムブレムif（任天堂 2015年6月25日）ニンテンドー3DS
- ファイナルファンタジー ブレイブエクスヴィアス（スクウェア・エニックス 2015年10月22日）iOS, Android
- モンスターストライク（ミクシィ 2015年12月17日）ニンテンドー3DS
- UPPERS（マーベラス 2016年春）PS Vita
- COSMOS RINGS（コスモスリングス）（スクウェア・エニックス 2016年7月28日）Apple Watch
- 閃乱カグラ PEACH BEACH SPLASH（Marvelous Inc. 2017年3月16日）PlayStation 4
- シノビリフレ -SENRAN KAGURA-（Marvelous Inc. 2017年11月24日）Nintendo Switch
- 神田川JET GIRLS（Marvelous Inc. 2020年1月16日）PlayStation 4
- エゴエフェクト (NetEase) iOS, Android
- ファイアーエムブレム エンゲージ（任天堂 2023年1月20日）Nintendo Switch

### 小説
- 小説版 428 〜封鎖された渋谷で〜 1（講談社BOX 2009年9月2日）
- 小説版 428 〜封鎖された渋谷で〜2（講談社BOX 2009年10月2日）
- 小説版 428 〜封鎖された渋谷で〜3（講談社BOX 2009年11月5日）
- 小説版 428 〜封鎖された渋谷で〜4（講談社BOX 2009年12月2日）

### 漫画原作
- ケイオスリングス（スクウェア・エニックス / 2011年11月4日）ヤングガンガン連載
- ハマトラ（集英社 / 2013年11月21日) 週刊ヤングジャンプ連載

### TVアニメ
- 閃乱カグラ（マーベラスAQL/『閃乱カグラ』パートナーズ 2013年1月6日放映開始）シナリオ原案協力
- 極黒のブリュンヒルデ （集英社/週刊ヤングジャンプ 2014年4月6日放映開始）シリーズ構成、脚本
- ブブキ・ブランキ（BBKBRNK Partners 2016年1月放映開始）シリーズ構成、脚本
- ブブキ・ブランキ 星の巨人（BBKBRNK Partners 2016年10月放送開始）シリーズ構成、脚本

### ドラマCD
- 閃乱カグラ -少女達の真影- 特典（マーベラスエンターテイメント 2011年9月22日）ニンテンドー3DS
- 閃乱カグラBurst -紅蓮の少女達- 特典（マーベラスAQL 2012年8月30日）ニンテンドー3DS
- 閃乱カグラ SHINOVI VERSUS -少女達の証明- 特典（マーベラスAQL 2013年2月28日）PS Vita
- 閃乱カグラ2 -真紅- 特典（マーベラス 2014年8月7日）ニンテンドー3DS
- 閃乱カグラ ESTIVAL VERSUS -少女達の選択- 特典（マーベラス 2015年3月26日）PlayStation 4, PS Vita
- ファイアーエムブレムif 白夜王国 ドラマCDシリーズ『タクミの前日譚 カムイ帰還編』『タクミの前日譚 選択の刻編』特典（Nintendo / INTELLIGENT SYSTEMS / Symphony No.5 2016年9月21日）

### その他
- HOME'S PARTY（HOME'S 2011年1月14日）Web CMシナリオ
- もったいないオバケのヒミツの小部屋（NHK 2012年3月27日）Webコンテンツシナリオ
- スタディサプリ ENGLISH（株式会社リクルートホールディングス 2015年10月29日）iOS

## 受賞歴
- CESA日本ゲーム大賞2008フューチャー賞、ファミ通アワード2008優秀賞 、日本ゲーム大賞2009優秀賞『428 〜封鎖された渋谷で〜』
- CESA日本ゲーム大賞2012フューチャー賞『逆転裁判5』

## メンバー
北島行徳（きたじま ゆきのり）
小説家 / シナリオライター / ノンフィクション作家 / 漫画原作者
1965年、東京生まれ。漫画家を目指して手塚賞佳作を受賞した後、毎日中学生新聞の契約記者となる。1998年、処女作『無敵のハンディキャップ』で講談社ノンフィクション賞を受賞。
メインライターを務めた『428 〜封鎖された渋谷で〜』(セガ / wii)ではCESA日本ゲーム大賞2008フューチャー賞、ファミ通アワード2008優秀賞 、日本ゲーム大賞2009優秀賞を受賞。
シナリオとシナリオ統括で参加した『逆転裁判5』（カプコン / ニンテンドー3DS）はCESA日本ゲーム大賞2012フューチャー賞を受賞。
髙嶺博史（たかねひろし）
シナリオライター
1979年生まれ。McGill University中退。2005年、日本映画学校 脚本ゼミ（天願大介、池端俊策、加藤正人）卒業。2006年『428 〜封鎖された渋谷で〜』のシナリオチームを経たのち、ジンテーゼに参加。
武藤隆義（むとうたかよし）
シナリオライター
1981年生まれ。2010年、日本映画学校 ジャーナルゼミ（安岡卓治、千葉茂樹）を卒業後、2011年『閃乱カグラ -少女達の真影-』のシナリオ補助から、ジンテーゼに参加。
濱野達郎（はまのたつろう）
シナリオライター
1981年生まれ。
2010年、日本映画学校 演出ゼミ（鳥井邦男）卒業。テレビ/映画の助監督を経て、2015年からジンテーゼに参加。
青山浩子（あおやまひろこ）
営業
2005年、大阪成蹊短期大学 デザイン美術学科卒業。Web広告業界を経て、2015年からジンテーゼに参加。